# Josef Bloch
Josef Samuel Bloch (ur. 20 listopada 1850 w Dukli, zm. 1 października 1923 w Wiedniu) – rabin z Kołomyi, poseł do Rady Państwa VI, VII i VIII kadencji (okręg wyborczy Kołomyja-Śniatyn-Buczacz).
Urodził się w rodzinie biednego piekarza. Zdobył doktorat filozofii w Niemczech.
W 1885  zwyciężył kandydata „Ogólnego komitetu wyborczego” dra Emila Byka, w 1891 Edmunda Starzeńskiego (według Majera Bałabana, zwyciężył profesora St. Starzyńskiego) oraz Leona Meiselsa, wnuka warszawskiego rabina. Przejął mandat po rabinie Szymonie Schreiberze, ustąpił z mandatu w 1895.
18 marca 1897 podczas wyborów do Rady Państwa z kurii miast w okręgu Brody — Złoczów zwyciężył go dr Emil Byk.